# Assens (Zwitserland)
Assens is een gemeente en plaats in het Zwitserse kanton Vaud.
Voor 2008 maakte de gemeente deel uit van het toenmalige district Echallens. Op 1 januari 2008 werd de gemeente onderdeel het toen opgerichte district Gros-de-Vaud. Een jaar later werd buurgemeente Malapalud toegevoegd aan Assens.
Assens telt 878 inwoners, exclusief de 70 inwoners van Malapalud.